# Drei-Länder-Stein (Großer Ehrenberg)
Der Drei-Länder-Stein ist ein Grenzstein am Dreiländereck der deutschen Länder Niedersachsen, Sachsen-Anhalt und Thüringen nahe dem Großen Ehrenberg im Mittelgebirge Harz.

## Geographische Lage
Der Drei-Länder-Stein steht im Südharz sowohl am Dreiländereck der eingangs genannten Länder als auch am Grenzpunkt der Landkreise Goslar (Niedersachsen), Harz (Sachsen-Anhalt) und Nordhausen (Thüringen). Zudem stoßen dort die Naturparks Harz (Niedersachsen), Naturpark Harz/Sachsen-Anhalt und Südharz aneinander. Der Grenzstein befindet sich rund 3,3 km südöstlich von Hohegeiß (Niedersachsen), etwa 3,3 km südsüdwestlich von Benneckenstein (Sachsen-Anhalt), zirka 1,8 km nordwestlich von Rothesütte (Thüringen) und etwa 1,25 km (je Luftlinie) nordöstlich unterhalb vom Gipfel des Großen Ehrenbergs (635,5 m ü. NHN; Thüringen) auf etwa 575 m Höhe. Knapp 100 m südwestlich des Steins verläuft die Bundesstraße 4, an der sich der Wanderparkplatz Jägerfleck befindet.

## Geschichte und Beschreibung
Der Drei-Länder-Stein wurde wahrscheinlich schon im Jahr 1749 gesetzt. Er trägt die Inschriften: HB (Herzogtum Braunschweig), AB (Amt Benneckenstein), was später in KP (Königreich Preußen) geändert wurde, und GW (Gräflich-Wernigeröder Forstgebiet).
Während des Kalten Krieges (1945–1990) bildete der Grenzstein einen Grenzpunkt entlang der innerdeutschen Grenze, ab 1945 zwischen der britischen Besatzungszone (BBZ) im Westen und der sowjetischen Besatzungszone (SBZ) im Osten und ab 1949 zwischen der Bundesrepublik Deutschland (BRD) im Westen und der Deutschen Demokratischen Republik (DDR) im Osten. Vorbei führte der Eiserne Vorhang inklusive des Kolonnenwegs, der einst als Grenzkontrollweg diente und nun als Wanderweg genutzt wird.
Seit 3. Oktober 1990, dem Tag der Deutschen Einheit, markiert der Grenzstein die Grenze von Niedersachsen, Sachsen-Anhalt und Thüringen. Er steht nun im Grünen Band Deutschland.

## Wandern
Der Drei-Länder-Stein war bis 2016 als Nr. 47 in das System der Stempelstellen der Harzer Wandernadel einbezogen. Etwa 50 m nordöstlich des Grenzsteins steht eine Schutzhütte (ca. 572,5 m; ⊙). Vorbei führt der Harzer Grenzweg, ein 75 km langer Wanderweg entlang der ehemaligen innerdeutschen Grenze.

## Bilder

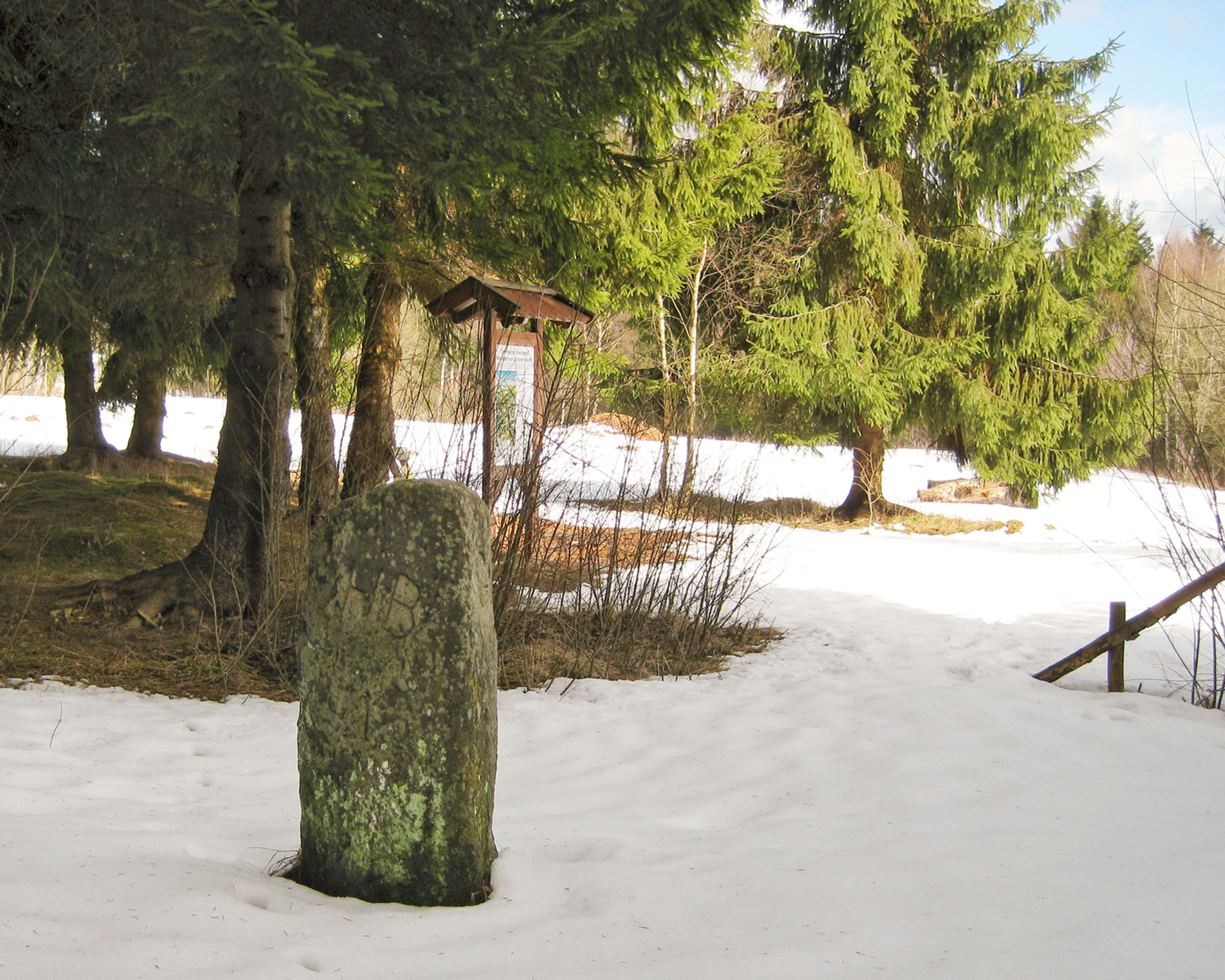
Drei-Länder-Stein im Winter
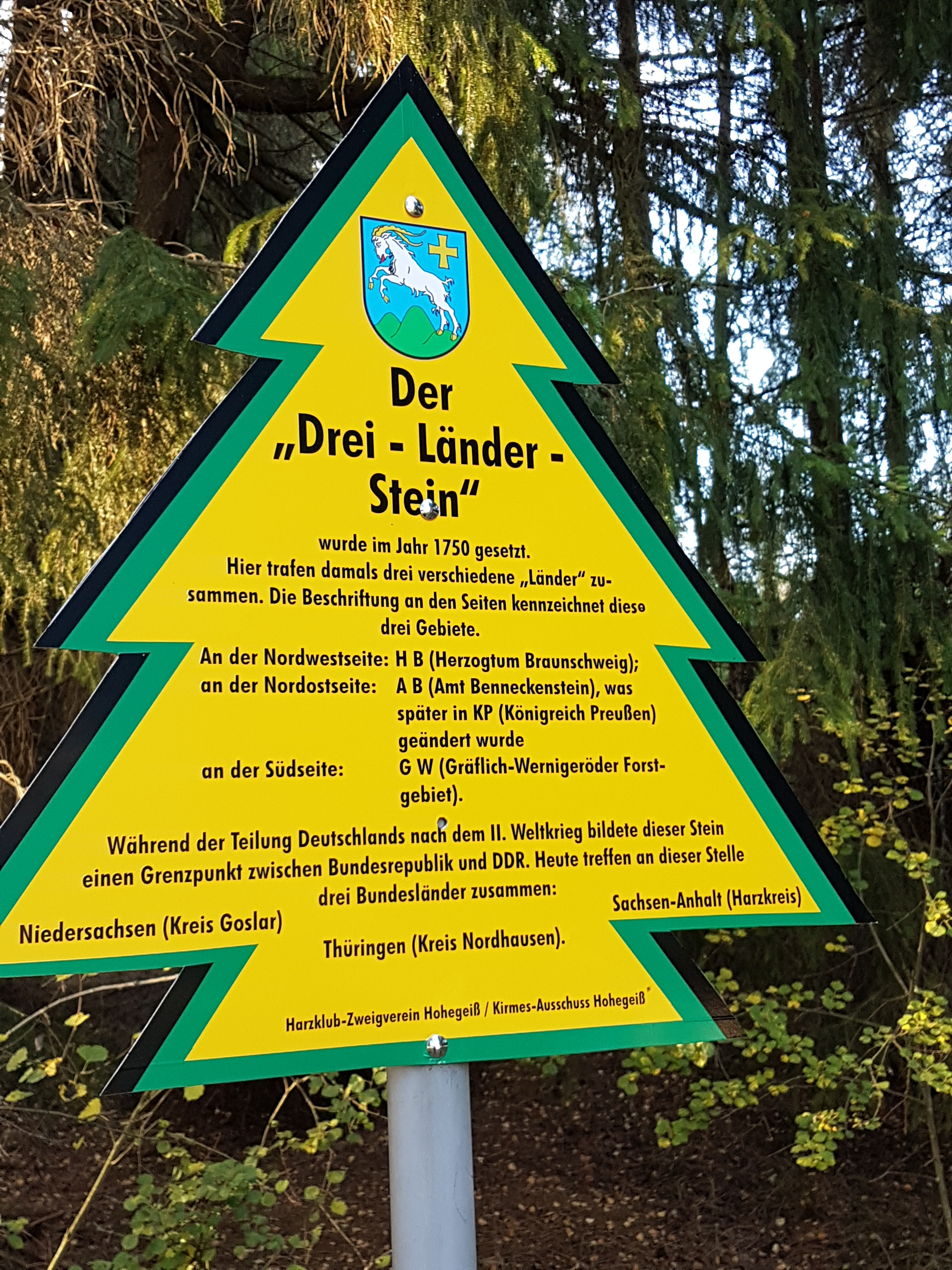
Dennert-Tanne, Drei-Länder-Stein
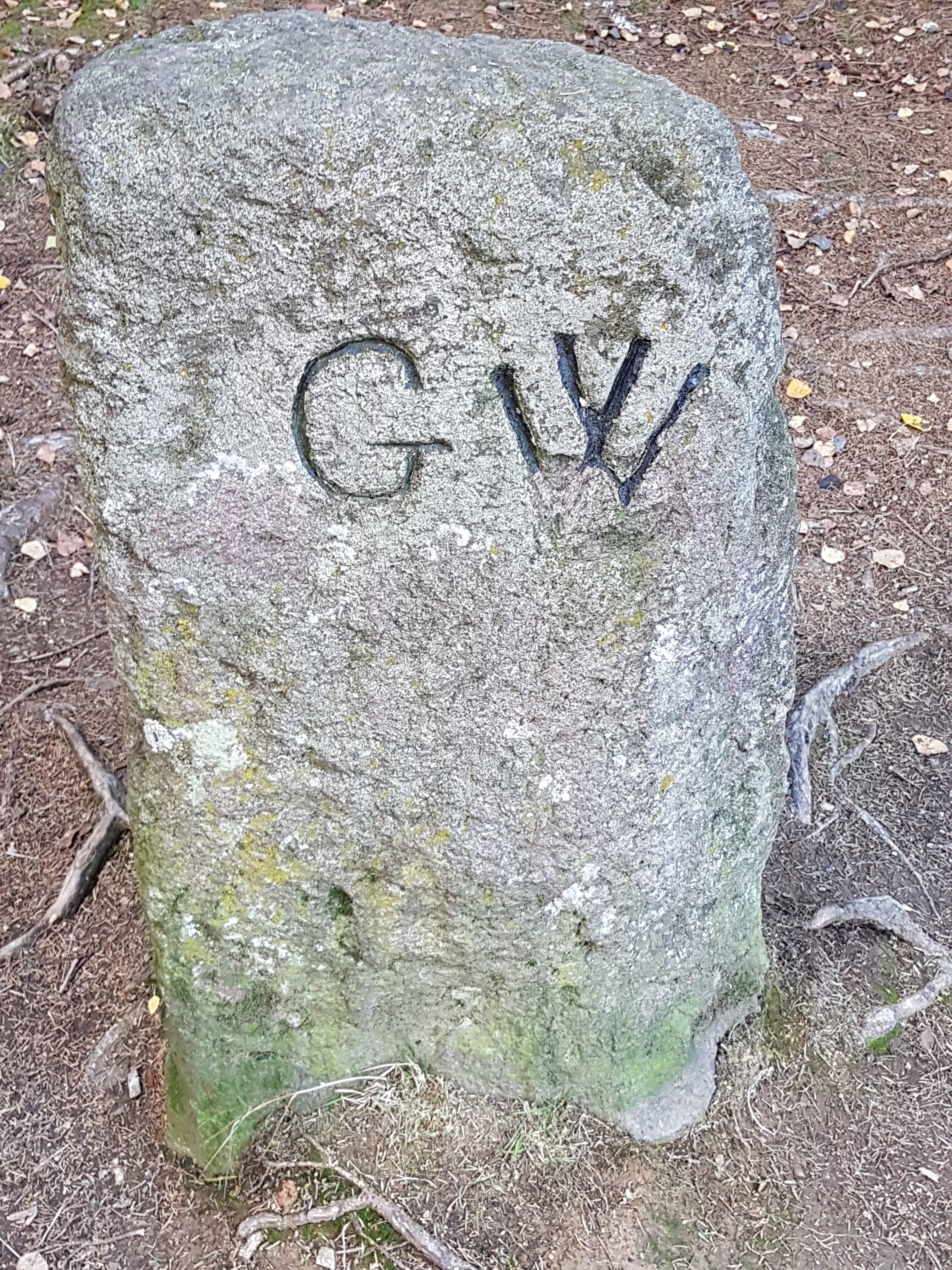
Gräflich-Wernigeröder Forstgebiet
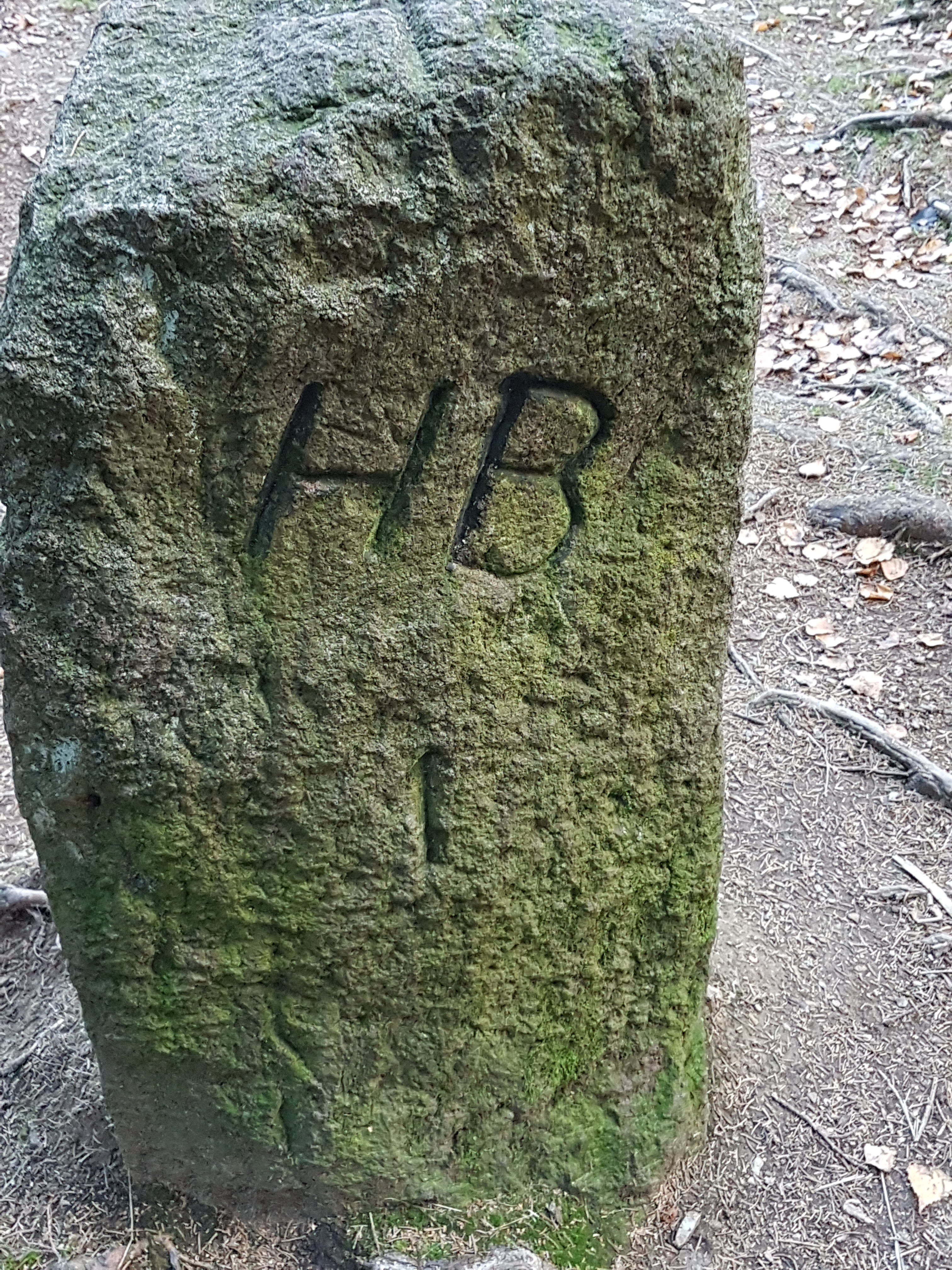
Herzogtum Braunschweig
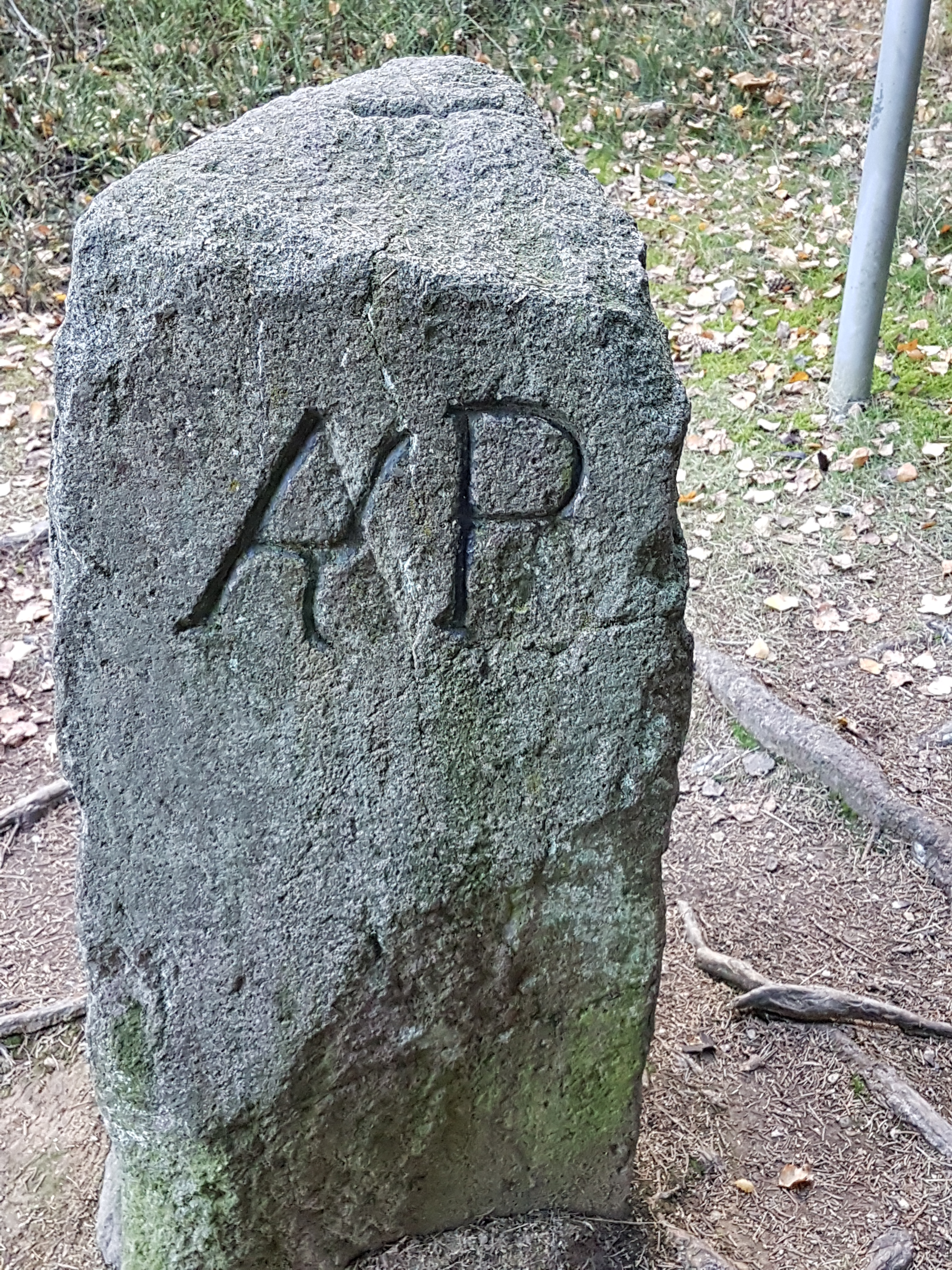
Königreich Preußen
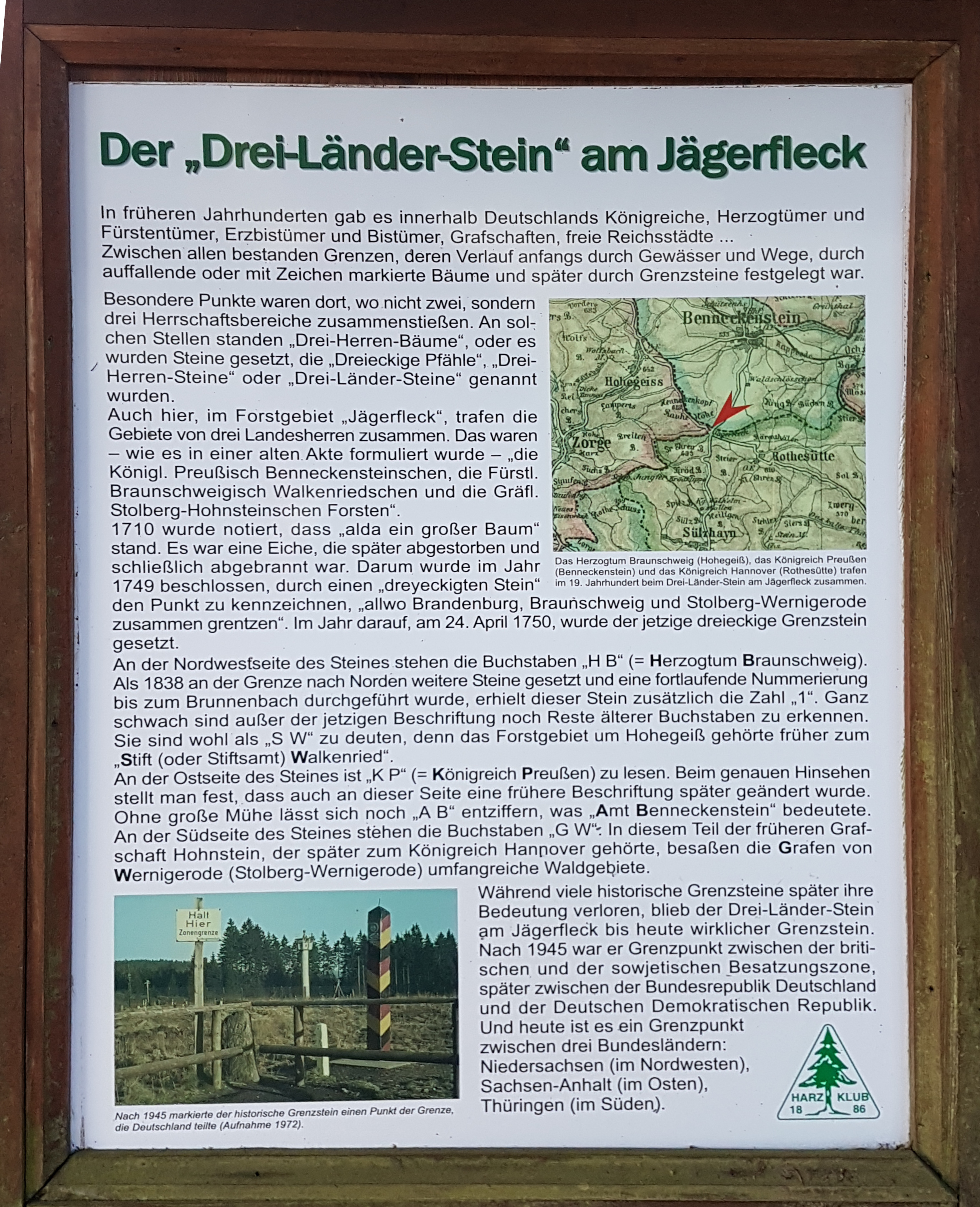
Infotafel Drei-Länder-Stein
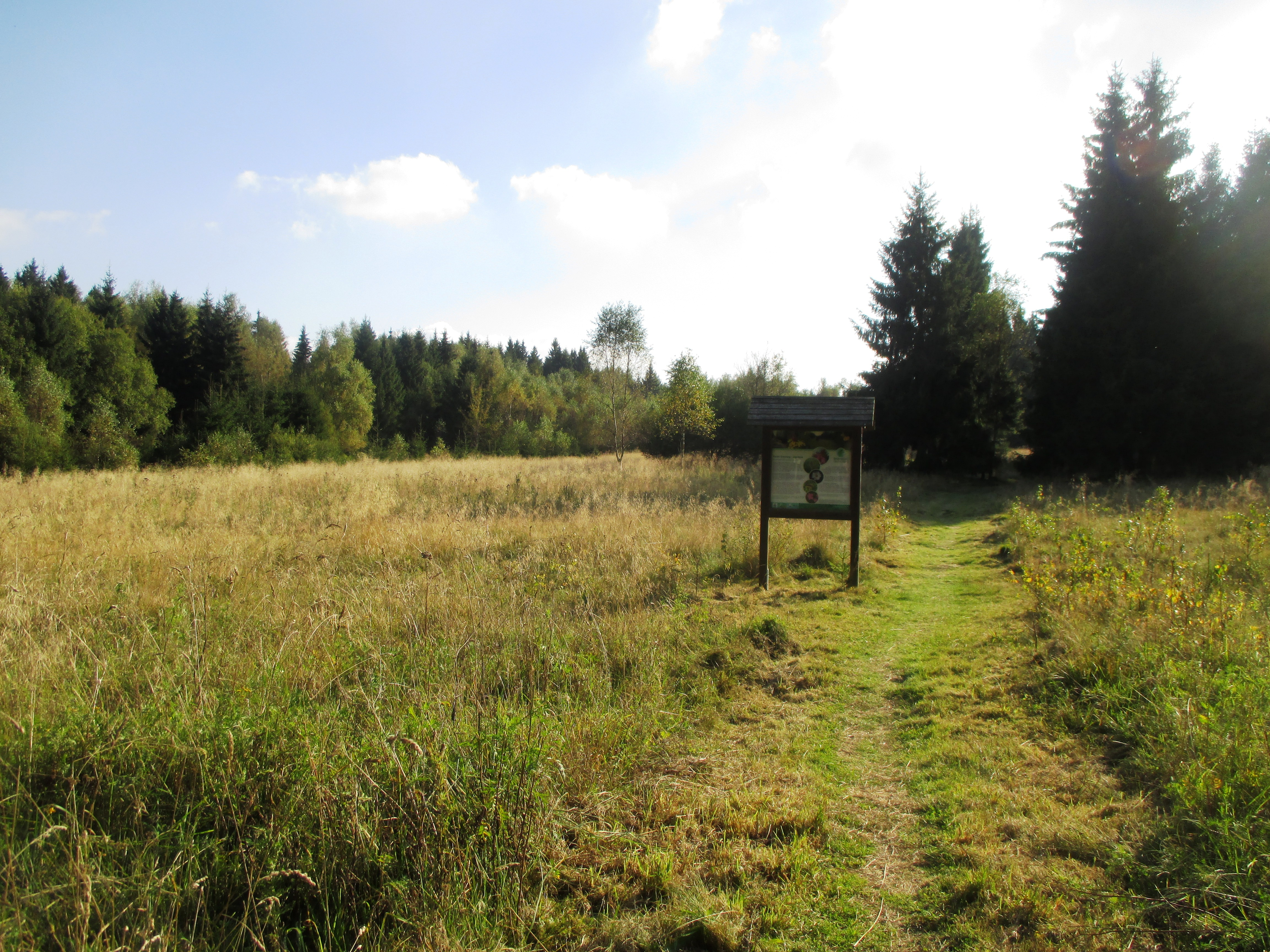
Landschaft am Drei-Länder-Stein